# 陆志平
陆志平（1952年—），江苏如皋人，研究员、语文特级教师，江苏省突出贡献中青年专家、教育部基础教育课程改革专家组专家、中小学语文课程标准研制组核心成员。江苏省教育学会副会长、秘书长、中学语文专业委员会理事长。华东师范大学兼职教授，南京师范大学硕士研究生导师。曾任如皋师范学校语文教师、校长，江苏省教育厅教研室主任、基础教育处处长。曾获曾宪梓全国优秀教师二等奖。

## 主要语文著述
- 《小说美学》（合著）人民出版社(1991年)，台湾五南图书出版公司（繁体字版，1993年）
- 《语文随谈》江苏人民出版社（2001年）
- 《品味与感悟》江苏教育出版社（2001年）
- 《语文课程新探》东北师范大学出版社（2002年），牛津大学出版社（繁体字版，2009年）
- 《语文课程再探》东北师范大学出版社（2006年），牛津大学出版社（繁体字版，2009年）
- 《母语特点与母语教育》译林出版社 （2010年）

主编语文新课程教师培训用书十余种，其中8种被教育部推荐为“全国教师教育资源”。